# Strange Cargo
Strange Cargo is een film uit 1940 onder regie van Frank Borzage.

## Verhaal
Een ex-gevangene en zijn vriendin helpen acht andere gevangenen te ontsnappen. Daarna wijden ze hun leven aan het christendom.

## Rolverdeling
| Acteur        | Personage   |
| ------------- | ----------- |
| Clark Gable   | André Verne |
| Joan Crawford | Julie       |
| Ian Hunter    | Cambreau    |
| Peter Lorre   | Pig Cochon  |
| Paul Lukas    | Hessler     |